# Anička (knižní série)
Anička je knižní série Ivany Peroutkové pro čtenářky od 7 let. Tvoří ji tyto knihy, vždy ilustrované Evou Mastníkovou:
- Anička a její kamarádky (2004)
- Anička ve městě (2007)
- Anička u moře (2010)
- Anička na horách (2011)
- Anička a cirkus (2012)
- Anička a Velikonoce (2013)
- Anička v Austrálii (2014)
- Anička a divadlo (2015)
- Anička na řece (2016)
- Anička v zahradě (2017)

Všechny je vydalo nakladatelství Albatros.

## Děj
Děj knih se odehrává v krátkém časovém období, první díl během jednoho roku, další díly během následujícího.

### Anička a její kamarádky
Aniččini rodiče jsou lékaři a odjeli na rok za prací do Afriky. Anička tento rok stráví na vesnici u babičky a musí si zvykat na venkovskou školu.

### Anička ve městě
Anička se s rodiči přestěhuje do města, dostane dva křečky a začíná chodit na angličtinu a balet.

### Anička u moře
Anička s rodiči jede na dovolenou do Egypta.

### Anička na horách
Dobrodružství na horské chalupě.

### Anička a cirkus
Anička se seznámí s holčičkou z cirkusu.

### Anička a Velikonoce
Anička se vrací na vesnici.

### Anička v Austrálii
Anička se s rodiči vydává na kongres k protinožcům.

### Anička a divadlo
Než Anička odjela do Egypta, chystala s kamarády loutkové divadlo. Nyní snad konečně dojde k představení.

### Anička na řece
Anička se vydává s kamarádkou splouvat Lužnici.

### Anička v zahradě
Anička tráví zbytek prázdnin opět na vesnici u babičky.

## Některé postavy
- Anička Válová
- její kamarádky Olina, Irena a Eliška Jiráčková a spolužák Parašín (na vesnici)
- Pepan (Irenin starší bratr)
- její kamarádky Dita, Katka a Julja a spolužák Tarek (v Praze)
- nevidomý Adam
- Bětka alias Liliana
- Teta Žofie a strýc Alois (strýc a teta Aniččiny kamarádky Dity, kteří se vyskytují v dílech Anička na horách a Anička na řece.)
- Dominika, kterou Anička pozná u moře
- Aniččini rodiče
- Aniččina babička
- Pan Preclík a paní Preclíková (na vesnici)
- Aboridžinská holčička (v Austálii)

## Audioknihy
Šest dílů Aničky (prvních pět a Na řece) vyšlo také v audio podobě, načetla Martha Issová